# Wilfried Grecksch
Wilfried Grecksch (* 15. August 1948 in Dresden) ist ein deutscher Mathematiker.

## Leben
Grecksch hat ab 1955 die Grundschule in Dresden besucht, danach das Pestalozzigymnasium in Dresden, wo er 1967 sein Abitur absolvierte. In demselben Jahr  begann er ein Mathematikstudium an der TU Dresden, das er 1971 als Diplommathematiker abschloss. Bis 1973 war er in Halle (Saale) beim VEB Rationalisierung Braunkohle als Mathematiker angestellt, wurde 1973 wissenschaftlicher Mitarbeiter an der Technischen Hochschule Leuna-Merseburg und arbeitete dort bis 1992.
Nebenher promovierte Grecksch 1976 zum Doktor an der TU Dresden, hielt sich im Rahmen von Forschungsarbeiten von 1979 bis 1980 in Donezk bei Josef I. Gichmann auf, habilitierte sich 1980 in Merseburg und wurde 1984 Dozent für Analysis. Ab 1987 war er außerordentlicher Professor der Hochschule Merseburg und wurde 1992 Professor für Stochastik im Fachbereich Mathematik und Informatik an der Martin-Luther-Universität Halle-Wittenberg.
Von 1993 bis 2000 war er dort geschäftsführender Direktor des Instituts für Stochastik, von 1995 bis 2000 Dekan des Fachbereichs und von 1999 bis 2000 Dekan der Mathematisch-Naturwissenschaftlichen Fakultät. In das höchste Amt der Hallenser Alma Mater als Rektor wählte man ihn am 1. September 2000, und man bestätigte ihn auch in seiner zweiten Amtszeit am 25. Juni 2003.
Seine Arbeitsschwerpunkte sind Stochastik, insbesondere stochastische Differentialgleichungen und damit zusammenhängende Schätz- und Steuerprobleme.